# الحرب الفرانكو-سفويا (1600–1601)
عُدَّت حرب الفرانكو-سفويا (1600-1601) (بالفرنسية: Guerre franco-savoyarde) التي دارت أحداثها في الفترة ما بين عامي 1600-1601 بمثابة نزاع مسلح بين مملكة فرنسا تحت زعامة هنري الرابع ودوقية سفويا تحت زعامة كارلو إمانويلي الأول. والتي انتهت بعقد معاهدة ليون لصالح فرنسا.

## الخلفية
كان سالوزو عبارة عن مقاطعة فرنسية في جبال الألب في بيدمونتي في منتصف القرن السادس عشر، وقد ضمّها هنري الثاني من فرنسا في أعقاب وفاة آخر ماركيز جيان غابريلي الأول عام 1548. لكن مطالبة فرنسا بها كانت ضعيفة نسبيًا، وفي ثمانينيات القرن الخامس عشر أصبحت حيازتها للأراضي محل نزاع من قبل كارلو إمانويلي الأول، دوق سفويا، الذي بدأ باتباع سياسة التوسع لدوقية السفويا، ساعيًا للحصول على مقاطعة سالوزو لصالحه. باستغلالهما أوضاع الحرب الأهلية التي أدت إلى إضعاف فرنسا أثناء حكم ابن عمه هنري الثالث، احتل شارل إيمانويل مقاطعة سالوزو في خريف عام 1588، بحجة الرغبة في منع احتلالها على أيدي الهوغونوتيون البروتستانت، واستمر في الاحتفاظ بها لمدة اثني عشر عامًا.
في عام 1595، عرض الملك الفرنسي هنري الرابع، بمناسبة زيارته إلى مدينة ليون، منح ماركيز مقاطعة سالوزو لأحد أبناء كارلو إمانويلي كخطيبة له، ولكن دوق سفويا قد أصر على الملكية الصريحة ورفض الاقتراح. ولم يعد الحكم البابوي لهذه المسألة ناجحًا، وظلت القضية بلا حل حتى ديسمبر عام 1599، عندما استقبل ملك فرنسا دوق سفويا في فونتينبلو. ولحل النزاع، اقترح هنري الرابع على كارلو إمانويلي بديلين: إما استرجاع سالوزو إلى فرنسا، أو الاحتفاظ بها ولكن التنازل عن بريسي، وبرشلونيت، ووديان ستورا وبيروسا وبينيرولو.
طالب دوق سفويا بفترة من الوقت لاتخاذ قراره وعاد في أوائل عام 1600 إلى تورينو، حيث بدأ بالإعداد لصراع مسلح ضد فرنسا. أرسل أيضًا مبعوثًا إلى إسبانيا، آملًا الحصول على مساعدة إسبانية من محافظ ميلانو بيدرو هنريكيز دي أسيفيدو، كونت فوينتس. وبعد انتهاء فترة القرار، وجَّه هنري إنذارًا رسميًا إلى دوق سفويا، لإرغامه على التعاون في هذا الشأن. إلا أن كارلو إمانويلي استمر في رفض الاستجابة لمطالب هنري، إذ قرر الأخير حل المسألة بالقوة وأعلن الحرب ضده في أغسطس عام 1600.

## الصراع
نظرًا للدولة المتفوقة التي تسيطر عليها القوات الفرنسية، فقد تمكَّن الفرنسيون من اجتياح القسم الأعظم من بريز وسفويا بسرعة. في الأسابيع الأولى من الصراع، استولى تشارلز دي جونتو، دوق بيرون على بلدية بورغ أون بريس، على الرغم من أنه فشل في الاستيلاء على القلعة، ثم شرع في احتلال أغلب بريسي، وبوجي وجكس، في حين فتح فرانسوا دي بون، دوق سلديغوير ابن زوجة شارل دي بلانشيفورت مقاطعة مونميلو. وقد فتح شامبيري بواباته لقوات هنري بعد بضعة أيام، واستولى على حصن ميولانز وكونفلانز. وعلى مدى الشهرين القادمين، واصل الفرنسيون تقدمهم، فأخذوا قلعة تشاربونير واحتلوا وديان مورينيه وتارنتييس، على الرغم من أن جيش سفويا قد تمكنوا من البدء بمحاولة للاستيلاء على نيس من قبل شارل الأول، دوق غيس. في أوائل أكتوبر، قام هنري بدخول آنسي، ومن هناك شق طريقه إلى كافرغيس وبوفورت.
وفي الرد على الغزو الفرنسي، جمع كارلو إمانويلي جيشًا مؤلف من عشرين ألف محاربًا من الإسبان والسويسريين والسفويانيين، ثم خرج من وادي أوستا في تارنتيز في أوائل شهر نوفمبر. رغم فشل بعثة تشتيت فرنسية إلى وادي مايرا في إقصائه عن تقدمه (بعد ذلك اضطر إلى التراجع عبر جبال الألب بعد مواجهة مقاومة من إستي)، فإن ديوك لم يتمكن من إحراز أي تقدم ضد الجيوش الفرنسية في سفويا، وواصلت القوات الفرنسية تقدمها في احتلال البلد. وفي منتصف نوفمبر، استسلمت قلعة مونتموليان، التي كانت قد أقامتها بعد سقوط المدينة، وبعد شهر واحد استسلمت قلعة سانت كاترين، التي كانت قد شُيدت لتهديد مدينة جنيف القريبة، فدمرتها القوات الفرنسية وجيشها. بحلول نهاية العام، كان كل من بريسي وسفويا بين أيدي الفرنسيين، باستثناء قلعة بورغ.